# Rhicnogryllus bipunctatus
Rhicnogryllus bipunctatus är en insektsart som beskrevs av Sigfrid Ingrisch 1987. Rhicnogryllus bipunctatus ingår i släktet Rhicnogryllus och familjen syrsor. Inga underarter finns listade i Catalogue of Life.